# (5144) Achate
(5144) Achate est un astéroïde troyen de Jupiter situé au point de Lagrange L5 du système Soleil-Jupiter, dans le « camp troyen ». Il a été nommé d'après Achate, l'ami fidèle d'Énée. Il a été découvert le 2 décembre 1991 par Carolyn Shoemaker à l'observatoire Palomar.
Il possède la plus forte excentricité de tous les astéroïdes troyens numérotés.